# まぁこ
まぁこ（1984年2月3日 - ）は、日本のお笑いタレント（ピン芸人）。旧所属事務所は浅井企画。東京アナウンス学院卒業。
以前の公式プロフィールでは、身長162cm、体重97kg、B109 / W109 / H109であった。2014年、ダイエットに成功し、公式プロフィールによると体重49kg、B84 / W62 / H89と標準体型になった。しかし、2022年当時の公式プロフィールでは体重78kgとなっており、リバウンドしてしまった。

## 来歴
元々、アイドルを目指していたがオーディションに落ちてしまい、他にできることを考えてウド鈴木が好きだったのでお笑いの道に進んだ。
専門学校東京アナウンス学院にたまたま体験入学に行った時に三拍子がゲストで来ており、その時の在学生が楽しそうにしている様子を見て入学を決意する。2003年に同校を卒業。
芸人としてデビューして、しばらくは本名で活動していた（2005年のR-1ぐらんぷり、『Goro's Bar』出演時など）。
『Oh!どや顔サミット』（テレビ朝日系）の企画でダイエットを行い、約48kgの減量に成功。その減量体験からなる著書『女芸人まぁこの48.4kgやせ大変身ダイエット!』（学研パブリッシング）を出版した。そして、雑誌『ビタミンef』の2013年6月発売の第3号から、レギュラーモデルに起用されることが発表された。しかし、この企画の後に一度リバウンドしたことがある。
2015年7月27日、一般男性と結婚。この時、白鳥久美子（たんぽぽ）が婚姻届の証人になり、まぁこと一緒に区役所に同行した。10月12日、妊娠を発表。2016年3月2日に第1子男児を出産。
2022年11月30日、浅井企画を退所することを、事務所のホームページで発表した。

## 人物
- 全商ワープロ実務検定3級、珠算3級の各資格を持つ[13]。
- 100種類以上のポイントカード、2000冊以上の少女漫画、レディースコミックを持っている、他に趣味は食べ放題の店巡り[13]。
- かつて浅井企画の芸能人女子フットサルチーム「ASAI RED ROSE」に所属。ポジションはゴレイロで、背番号は「1」。その中で、スフィアリーグなどのフットサルの試合では、YOTSUYA CLOVERSの伊藤雅子との“巨体雅子対決”は見ものと会場内のアナウンスでされたこともある。
- 顔を美しく見せるように撮影する“整形フォトの達人”として知られている[14]。その後、『エンタの神様』（日本テレビ）などではその整形フォトを使ったネタを披露したことがあった[15]。
- 素人時代に『笑っていいとも!』（フジテレビ）のコーナーに出演し、『失恋して49kgから太った』ということを告白したことがある[16]。太っていた頃はヘルニア持ちで、寝返りした時に自分の体の重さで肋骨が折れたことがある[8]。
- 連戦姉妹、ブルームフラワー（共に解散）との女性芸人同士3組のユニット『連戦まぁブル』で活動していたこともあった[17]。またその後、連戦姉妹わかな、みぃ（すきっぱマーチ）、えつ子（アバンギャル'S）との4人で、TTC（東京手塚治虫クラブ）というグループを組んで、トークライブも行ったことがある[18]。
- 2009年3月27日放送『もしも』では掃除・裁縫・料理を披露。
- 2010年6月11日に、安藤なつ（ぷち観音）、なんしぃ（大好物）との太った女芸人3人でのライブ『盛りガール〜高カロリーナイト〜』（東京都杉並区・阿佐谷ロフト）を行った[19]。
- サブウェイから『サブウェイ好き著名人』としても認定されている[13]。サブウェイに通うようになったのは、『Oh!どや顔サミット』でのダイエットの企画でファーストフード店になかなか食べに行けなくなって困っていた時に、ディレクターから勧められたのがきっかけだった[8]。
- オネエの仲良しが多い[20]。

## 芸風
- ライブではステージを動き回るなどして、大きな身振り手振りを交えながらの一人芸を披露している。
- ネタの中には自らの肥満体形と、肥満のために出てくる症状などをネタ（または自虐ネタ）にした芸がある。これまでのものには「見るだけでお腹いっぱいになる漫談」と称したもの[21]、振りやポーズを交えながらの「噂」と「現実」のネタなど。 
  - 『上から109（cm）、109、109。私の体、109!』という挨拶[22]。
  - 『豚足ピース』というつかみのポーズがある。
  - ブリッジはその時々によって変わっている。これまでのブリッジには「いただきま〜す、ごちそうさま〜、まだ食べれる〜」（このときの締めのセリフは「もうお腹いっぱ〜い」）や「まみむめま〜ぁこ」などのセリフがあった。
  - 『私、柳原可奈子じゃないよ!』などと言っていたこともある。
- 深田恭子の物真似、生野陽子（フジテレビアナウンサー）の顔真似という芸なども行っている[23]。生野からは公認も得ている[13]。

## 出演

### テレビ
- ハピくるっ（関西テレビ）2014年4月より、火曜レギュラー
- シブスタ（テレビ東京） - 2004年6月28日『お笑いインディーズ』
- Goro's Bar（TBSテレビ） - フロアレディとして出演
- 恋するフットサル（フジテレビ）
- くるくるドカン〜新しい波を探して〜（フジテレビ）
- エンタの天使（2008年7月27日（第5回）、日本テレビ） - キャッチコピーは「極上霜降りファニーガール」
- キャラ☆キング（テレビ朝日制作） 
2008年7月12日（第1回）では、メグちゃん、八幡かおるとの3人組「ドヒューム」（Perfumeのパロディ）で『イチオシ!キャラ☆コレクション』出演、第4回（レギュラー化2回目）以降は嗚呼!しらき、八幡かおるとの3人で同じく一緒に「ドフューム」として出演。
- 女神のマルシェ（日本テレビ）
- 夜明けのマルシェ（日本テレビ）
- お笑い図鑑 ハマヌキ（tvk）
- もしも（フジテレビ）
- アッコにおまかせ!（2009年4月12日、TBSテレビ） - 腹にまな板を挟んで物を刻むという技を披露。
- ゴールドハウス（フジテレビ） - 『グラビアアイドル 離島ダイエット』企画に出演
- エンタの神様（2009年5月16日初出演、日本テレビ） - キャッチコピーは「陽気に♥豚足ピース」
- ウケウリ!!（日本テレビ）
- ショーバト!（2010年5月25日、日本テレビ） - 「ミニバト!」『おもちゃのチャチャチャ』の一人オーケストラを披露
- 連続テレビドラマ 犬飼さんちの犬（2011年1月 - 、東名阪ネット6）
- 魔女たちの22時 最終回スペシャル（2011年3月22日、日本テレビ） - 「一日5食? 満腹禁止ダイエット」に挑戦し、体重を77kgまで減らすことに成功した。
- リバウンド 第5話（2011年5月25日、日本テレビ） - 書店のOL 役
- 森田一義アワー 笑っていいとも!（2011年7月1日、フジテレビ） - 『ドヤテクZ』コーナー（2011年7月1日）、『ウルトラソウル芸人選手権』コーナー（2013年2月11日）
- スッキリ!!（2012年1月25日、日本テレビ） - 『おにゅーッス』コーナー
- Oh!どや顔サミット（2012年1月6日・7月6日、朝日放送・テレビ朝日系） - この6ヶ月間の肉体改造で、開始時97kgあった体重を57kgにまで減量した。
- 芸人報道（2012年4月9日、日本テレビ）
- とんねるずのみなさんのおかげでした（2012年12月27日、フジテレビ）‐「細かすぎて伝わらないモノマネ選手権」『生野陽子（ショーパン）アナウンサーのモノマネ』で出演
- 爆笑そっくりものまね紅白歌合戦スペシャル（2013年4月12日、フジテレビ）- 「一発!ものまね大集合」コーナー出演
- 行列のできる法律相談所（2013年4月21日、日本テレビ）
- ライオンのごきげんよう（2013年4月19日 - 4月23日、フジテレビ）
- おはスタ（2013年10月18日・12月27日、テレビ東京） - 「ひなこ姫を起こせ!」に出演
- サンバリュ『ウチのガヤがすみません!』（2015年6月7日、日本テレビ）

以下、パワーテレビジョン制作番組
- なりきりグルメ旅（西日本放送、静岡第一テレビ、富山テレビ、青森放送、テレビ愛媛、福島中央テレビ）

レギュラー出演、同じ浅井企画所属の花香芳秋と共演
- おら丼グランプリ!（静岡第一テレビ、山陽放送、TOKYO MX）

レギュラー出演、坂本ちゃんと共演
- アメトーーク!（2015年9月10日、テレビ朝日）若手プレゼン大会

### CM
- ミオナ シースルーライト